# Jean Mane
Pour les articles homonymes, voir Mane.
Jean Mane, né le 13 septembre 1954 à Nice, est un chef d'entreprise et milliardaire français, président du directoire de la société V. Mane fils SA depuis 1995, et classé (conjointement avec sa famille) 43e fortune française en 2020 par le magazine Challenges.

## Biographie
Jean Mane appartient à la 4e génération des dirigeants de la société Mane, fondée en 1871 au Bar sur Loup (Alpes Maritimes) par Victor Mane. La direction est ensuite assurée par son fils Eugène, puis par le fils de ce dernier, Maurice, et depuis 1995 par le fils de ce dernier, Jean.
Jean Mane a été préparé au métier par de solides études d'ingénieur, y compris un diplôme d'ingénieur civil des mines de l'École nationale supérieure des mines de Paris (promotion entrée en 1972 et sortie en 1975), une licence universitaire de chimie et un Master of Science in Synthetic Organic Chemistry du MIT. 
Il entre dans la société familiale en 1977 comme ingénieur de recherche, époque où il co-invente plusieurs brevets concernant les arômes. Il devient ensuite directeur de la division des arômes en 1989 et président du directoire en 1995. Il dirige la société avec son frère Michel.
Jean Mane se définit lui-même « comme un missionnaire de la croissance et de la transmission de l’entreprise ».
Par ailleurs, il a été président du Syndicat National des Ingrédients Aromatiques Alimentaires, de l'European Flavour Association (en), du pôle de compétitivité PASS (Parfums-Arômes-Senteurs-Saveurs), et membre du bureau directeur de l’IOFI (International Organization of the Flavor Industry).

## Distinctions
Il est chevalier de la Légion d'honneur et de l'Ordre national du mérite.
Il est membre correspondant de l'Académie d'agriculture de France depuis 2015.
Il a été nommé Entrepreneur de l'année 2011 par Ernst & Young et le magazine L'Entreprise.

## Fortune
En 2020, la valorisation de la société familiale est de 2,3 milliard d'Euros selon Challenges, la mettant en 43e position. Dans le classement de Capital, elle serait à la même date de 1,59 milliard d'euros et 52e fortune française. 